# Gliese 653
Gliese 653 (HD 154363 / HIP 83591 / Wolf 635) és un estel a 34,7 anys llum de distància del sistema solar en direcció a la constel·lació de Serpentari, visualment situada a 1,3º al sud-oest de 30 Ophiuchi.
Forma un sistema binari amb Gliese 654 (HIP 83599 / Wolf 636), sent la separació visual entre ambdós estels de 184,5 segons d'arc, equivalent a una distància entre elles de més de 2500 UA.
Amb magnitud aparent +7,73, Gliese 653 és una nana taronja de tipus espectral K5V. La seva lluminositat amb prou feines suposa l'11 % de la que té el Sol i la seva massa s'estima lleugerament superior a 2/3 de la massa solar. És comparable a altres nanes de tipus K en aquesta mateixa constel·lació, tals com 36 Ophiuchi C o 70 Ophiuchi B. Presenta una minsa metal·licitat —abundància relativa d'elements més pesats que l'heli—, inferior a una quarta part de la solar.
Per la seva banda, Gliese 654 és una nana vermella de tipus M2 o M3.5V. De magnitud aparent +10,07, la seva lluminositat —en l'espectre visible— és 11 vegades menor que la de la seva llunyana acompanyant. Es pensa que pot ser un estel variable, rebent la denominació NSV 8176 en el New Catalogue of Suspected Variable Stars.